# 1000年
| 千纪： | 1千纪                                                                                                 |
| 世纪： | 9世纪 \| 10世纪 \| 11世纪                                                                             |
| 年代： | 970年代 \| 980年代 \| 990年代 \| 1000年代 \| 1010年代 \| 1020年代 \| 1030年代                         |
| 年份： | 995年 \| 996年 \| 997年 \| 998年 \| 999年 \| 1000年 \| 1001年 \| 1002年 \| 1003年 \| 1004年 \| 1005年 |
| 纪年： | 庚子年（鼠年）；契丹統和十八年；北宋咸平三年；王均化順元年；大理明治四年；越南應天七年；日本長保二年  |

## 大事记

### 中国
- 一月，遼國在瀛州之戰擊敗宋軍，趁機劫掠了黃河以東的淄州和齊州等地，但在回國途中於莫州之戰敗於宋軍，因此999年爆發的河北之戰以不分勝敗告終。

### 欧洲-基督教世界
- 中歐
  - 神圣罗马帝国皇帝奥托三世开始从罗马前往亚琛与格涅兹诺朝圣，在格涅兹诺与波列斯瓦夫一世举行了格涅茲諾會晤。
  - 科沃布热格教区建立。格涅兹诺教区建立。
  - 12月25日，聖伊什特萬一世加冕为國王，匈牙利成为王国。

- 南歐
  - 拜占庭帝国处于马其顿王朝统治之下，在基辅罗斯的基督教化过程中扮演重要角色。
  - 拜占庭帝国巴西爾二世與國內貴族結束了鬥爭，並擊敗了來自東方的伊斯蘭勢力，再次把注意力放在對保加利亞的戰爭。
  - 教皇国势力处于衰退之中，最终导致了11世纪的东西教会大分裂。
  - 桑乔·加尔塞斯三世成为纳瓦拉王国国王，收复失地运动仍在继续。此时的科尔多瓦拥有45万人口，是世界第一大城。

- 西歐
  - 法蘭西王國國王于格·卡佩之子罗贝尔二世在位，是卡佩王朝第一任國王。
  - 英格兰王国從诸多個盎格鲁-撒克逊小邦国發展起來。

- 北歐
  - 丹麦国王斯文一世开始统治挪威
  - 斯堪的纳维亚处于基督教化的早期，冰岛自由邦的议会皈依基督教。
  - 維京人萊夫·埃里克松發現美洲，他们到达了兰塞奥兹牧草地，可能位于今天的纽芬兰与拉布拉多。

### 穆斯林世界
- 穆斯林世界依然处于黄金时代，处在哈里发国的有效统治之下：主要是黑衣大食，以及西方的白衣大食。对非洲与印度的征服仍然在继续。
- 波斯处于一个不稳定的时代，被多个黑衣大食分离出的政治势力所觊觎，其中加兹尼王国最为强大。
- 此时的伊斯兰世界处于其科学成就的顶峰。当时涌现出的科学家包括海什木、比鲁尼、伊本·西那、宰赫拉威、阿布·瓦法等等，这些科学家被认为是中世纪时代顶尖的科学家。
- 突厥迁移到达东欧，多数突厥部落（可萨人、保加尔人、佩切涅格人等）在此时伊斯兰化。

## 各国领袖

### 非洲
- 法蒂玛王朝（绿衣大食）- 哈基姆，开罗哈里发，996年－1021年
- 埃塞俄比亚（黑暗时代）- Judith，埃塞俄比亚君主，约1000年－约1040年
- 马库里亚王国（栋古拉王国）- 拉斐尔，马库里亚国王，999年－1030年
- 桑海王国 - 迪亚·科索伊，桑海国王，约1000年－1019年后

### 亚洲
- 中国
  - 北宋 - 宋真宗，中国皇帝，997年－1022年
  - 辽 - 辽圣宗，中国皇帝，982年－1031年
  - 西夏 - 李继迁，西夏王，991年－1004年
  - 大理 - 段素英，大理国国王，986年－1009年
- 朝鲜半岛（王氏高丽）- 高丽穆宗，高丽国王，997年－1009年
- 日本 - 一条天皇，日本天皇，986年－1011年
- 越南
  - 大瞿越 - 黎桓，大瞿越皇帝，980年－1005年
  - 占婆 - 毗阇耶跋摩，占婆国王，约998年－1007年
- 柬埔寨（吴哥王朝）- 阇耶跋摩五世，吴哥国王，968年－1001年
- 马打兰 - 达尔马旺夏，马打兰国王，985年－1006年
- 印度
  - 注辇 - 罗阇罗阇一世，注辇国王，985年－1012年
  - 遮娄其王朝 - 萨特耶室罗耶，遮娄其国王，997年－1008年
  - 阿萨姆 - 婆罗贺摩波罗，阿萨姆国王，990年－1010年
  - 木尔坦 - 纳斯尔·伊本·哈米德，木尔坦埃米尔，997年－？
  - 基腊罗普特拉王国 - 作明罗毗跋摩一世，基腊罗普特拉国王，962年－1019年
  - 摩腊婆 - 信度罗阇，摩腊婆国王，995年－1010年
  - 波罗王朝 - 摩希波罗，波罗国王，988年－1038年
  - 瞿折罗-波罗提诃罗王朝 - 罗阇耶波罗，波罗提诃罗王朝国王，约990年－1018年
  - 索拉什特拉 - 卡瓦特一世，索拉什特拉国王，982年－1003年
- 斯里兰卡 - 摩晒陀五世，斯里兰卡国王，982年－约1007年，仅统治很小地域；大部分领土被罗阇罗阇一世占领
- 黑汗王朝 - 阿尔斯兰·伊列克·纳斯尔，黑汗王朝大汗，998年－1017年
- 加兹尼王朝 - 马哈茂德，加兹尼王朝苏丹，998年－1030年
- 布哈拉 - 胜利者伊斯梅尔，萨曼王朝的复国志士，999年－1004年
- 伊朗
  - 白益王朝（伊拉克、法尔斯和克尔曼）- 巴哈·阿勒道拉，白益王朝埃米尔，988年－1012年
  - 锡斯坦（萨法尔王朝）- 阿布·艾哈迈德·哈拉夫·伊本·艾哈迈德，萨法尔王朝埃米尔，963年－1002年
  - 泰伯里斯坦（席亚尔王朝）- 沙姆斯·穆阿里·阿布-哈桑·加布斯·伊本·乌什姆吉尔，席亚尔王朝埃米尔，976年－1012年
- 阿拔斯王朝 - 卡迪尔，巴格达哈里发，991年－1031年
- 阿勒颇 - 赛义德·乌德-杜拉·赛义德，阿勒颇埃米尔，991年－1002年
- 摩苏尔 - 胡萨姆·乌德-杜拉·穆卡拉德，摩苏尔埃米尔，996年－1001年
- 格鲁吉亚（卡尔特利王国）- 大卫三世，卡尔特利国王，994年－1001年
- 亚美尼亚 - 加吉克一世，亚美尼亚国王，989年－1020年
- 塞尔柱突厥人 -（可能是）塞尔柱贝伊，塞尔柱人的贝伊，？－1038年

### 欧洲
- 教皇国 - 西尔维斯特二世，教皇，999年－1003年
- 拜占廷帝国 - 巴西尔二世，拜占廷帝国皇帝，976年－1025年
- 西班牙
  - 科尔多瓦哈里发国（白衣大食）- 希沙姆二世，科尔多瓦哈里发，976年－1008年，1010年－1012年
  - 莱昂 - 阿方索五世，莱昂国王，999年－1028年
  - 纳瓦拉
    1. 加西亚·桑切斯二世，纳瓦拉国王，994年－1000年
    2. 桑乔·加尔塞斯三世，纳瓦拉国王，1000年－1035年

  - 巴塞罗那 - 拉蒙·博雷尔，巴塞罗那伯爵，992年－1018年
- 神圣罗马帝国（不包括意大利）- 奥托三世，神圣罗马帝国皇帝，983年－1002年
  - 波希米亚 - 波列斯拉夫三世，波希米亚公爵，999年－1002年
  - 奥地利 - 亨利一世，奥地利藩侯，994年－1018年
  - 巴伐利亚 - 亨利四世，巴伐利亚公爵，995年－1005年
  - 克恩滕 - 亨利四世，克恩滕公爵，995年－1004年
  - 上洛林 - 迪特里希一世，上洛林公爵，978年－1027年
  - 下洛林 - 奥托，下洛林公爵，991年－1012年
  - 卢森堡（摩泽尔和阿登）- 亨利一世，摩泽尔和阿登伯爵，998年－1026年
  - 迈森 - 埃卡德二世，迈森藩侯，985年－1002年
  - 普法尔茨 - 埃佐，普法尔茨伯爵，994年－1034年
  - 萨克森 - 伯恩哈德一世，萨克森公爵，973年－1011年
  - 士瓦本 - 赫尔曼二世，士瓦本公爵，997年－1003年
- 匈牙利 - 伊什特万一世，匈牙利大公，997年－1038年
- 英格兰 - 埃塞尔雷德二世，英格兰国王，978年－1013年，1014年－1016年
- 苏格兰 - 肯尼思三世，苏格兰国王，997年－1005年
- 爱尔兰 - 马埃尔·塞克奈尔·麦克唐奈尔，爱尔兰国王，979年－1002年
- 法国 - 罗贝尔二世，法国国王，996年－1031年
  - 诺曼底 - 理查二世，诺曼底公爵，996年－1027年
  - 安茹 - 富尔克三世，安茹伯爵，987年－1040年
  - 阿基坦 - 威廉五世，阿基坦公爵，990年－1029年
  - 布列塔尼 - 若弗鲁瓦一世，布列塔尼公爵，992年－1008年
  - 布卢瓦 - 蒂博二世，布卢瓦伯爵，995年－1004年
  - 勃艮第 - 大亨利，勃艮第公爵，965年－1002年
  - 瓦卢瓦 - 戈蒂埃二世，瓦卢瓦伯爵，998年－1017年
  - 香槟 - 艾蒂安一世，香槟伯爵，995年－1022年
  - 曼恩 - 于格三世，曼恩伯爵，992年－1015年
  - 加斯科涅 - 贝尔纳多·纪廉，加斯科涅公爵，984年－1009年
  - 图卢兹 - 威廉三世，图卢兹伯爵，950年－1037年
  - 佛兰德 - 博杜安四世，佛兰德伯爵，988年－1036年
- 勃艮第王国 - 鲁道夫三世，勃艮第国王，993年－1032年
- 波兰 - 波列斯瓦夫一世，波兰国王，992年－1025年
- 罗斯 - 弗拉基米尔一世·斯维亚托斯拉维奇，基辅大公，980年－1015年
  - 诺夫哥罗德 - 维谢斯拉夫·弗拉基米罗维奇，诺夫哥罗德王公，987年－1010年
  - 沃伦 - 弗谢沃洛德·弗拉基米罗维奇，沃伦王公，约987年－？
  - 德列夫利安 - 斯维亚托斯拉夫·弗拉基米罗维奇，德列夫利安王公，？－1015年
  - 穆罗姆 - 鲍里斯·弗拉基米罗维奇，穆罗姆王公，？－1015年
  - 波洛茨克 - 伊贾斯拉夫·弗拉基米罗维奇，波洛茨克王公，987年－1001年
  - 罗斯托夫 - 雅罗斯拉夫·弗拉基米罗维奇，罗斯托夫王公，987年－1010年
  - 特穆塔拉干 - 姆斯季斯拉夫·弗拉基米罗维奇，特穆塔拉干王公，988年－1036年
  - 图罗夫 - 斯维亚托波尔克·弗拉基米罗维奇，图罗夫王公，988年－1015年
- 可萨汗国 -（可能是）乔治·祖尔，可萨汗，？－1016年
- 佩切涅格人 -（可能是）库楚格，佩切涅格汗，约990年－？
- 意大利
  - 阿马尔菲 - 曼索一世，阿马尔菲公爵，966年－1004年
  - 贝内文托 - 潘多尔福二世，贝内文托亲王，981年－1014年
  - 加埃塔 - 约翰三世，加埃塔公爵，991年－1012年
  - 卡普阿 - 兰杜尔福七世，卡普阿亲王，999年－1007年
  - 阿奎莱亚 - 约翰四世，阿奎莱亚宗主教，984年－1017年
  - 米兰 - 阿诺尔福·达·阿尔萨戈，米兰大主教，998年－1018年
  - 斯波莱托和托斯卡纳 - 大于格，斯波莱托公爵，989年－1001年；托斯卡纳藩侯，961年－1001年
  - 那不勒斯 - 约翰四世，那不勒斯公爵，999年－1002年
  - 萨莱诺 - 瓜伊马里奥三世，萨莱诺亲王，994年－1030年
  - 威尼斯共和国 - 彼得罗·奥尔塞奥洛二世，威尼斯执政，991年－1008年
- 保加利亚 - 萨穆埃尔，保加利亚沙皇，976年－1014年
- 丹麦和挪威 - 斯文一世，丹麦国王，985年－1014年；挪威国王，999年－1015年
- 瑞典 - 奥洛夫·舍特康努格，瑞典国王，995年－1022年

## 出生
- 余靖（1000年－1064年，64岁），宋仁宗時期大臣。
- 李德政，（1000年－1054年，54岁），越南李朝第二代君主（1028年—1054年在位）。
- 君士坦丁九世（1000年－1055年，55岁），东罗马帝国皇帝（1042年－1055年在位）。

## 逝世
- 张永德（928年－1000年，72岁），五代十国时期至宋朝军事人物。
- 吕端（932年－1000年，68岁），宋朝政治人物。
- 呼延贊（? －1000年），宋朝軍事將領。
- 王均 （? －1000年），宋朝益州士兵起义领袖。
- 加西亚·桑切斯二世（约964年－约1000年），潘普洛納國王與亞拉岡伯爵。